# Termodinâmica estatística
Termodinâmica estatística ou mecânica estatística é um ramo da física que une as propriedades macroscópicas e microscópicas da matéria demonstrando e interpretando atomicamente alguns porquês da termodinâmica como trabalho, calor, energia livre e entropia. Por trabalhar com um número extenso de entidades microscópicas (átomos, moléculas ou íons), faz uso de mecânica clássica, mecânica quântica e do ferramental matemático da estatística, esta última utilizada principalmente para determinar os valores médios das populações.
A quantidade requerida de informações para descrever uma partícula, átomo, molécula ou íon (no contexto da mecânica clássica) implica o estabelecimento de 6 coordenadas para cada uma das  entidades microscópicas (3 posições e 3 velocidades), o que representa um número expressivo de dados quando levamos em conta um número relativamente grande de entidades como um mol (6,022x10²³), por exemplo.
A termodinâmica estatística possui uma capacidade de previsão das grandezas macroscópicas por trabalhar com os dados espectroscópicos de moléculas individuais, apresentando assim uma vantagem nesse quesito com relação à termodinâmica clássica. Ambas, porém são regidas pela segunda lei da termodinâmica por meio da entropia. No entanto, a entropia em termodinâmica clássica só pode ser conhecida empiricamente, enquanto que na mecânica estatística, é uma função da distribuição do sistema nos seus microestados.
A termodinâmica estatística é então, uma ponte que explica a termodinâmica clássica (que analisa a parte sensível aos sentidos, ou seja, pressão, temperatura...) utilizando-se da mecânica quântica (que trabalha com a parte atômica, ou seja, colisões intermoleculares, velocidades dos átomos, equipartição da energia...) da mecânica clássica (de onde vem a definição de momento, força, trabalho) e da estatística (utilizada para se obter sistemas simplificados sem a perda da confiabilidade).

## Aplicações

Representação esquemática do comportamento de um gás ideal.

A termodinâmica estatística, pode ser usada para explicar diversos fenômenos físicos do cotidiano, dentre os quais a dedução da lei dos gases ideais, a transferência de calor entre dois corpos e a troca de estado físico dos materiais, destacando aqui a evaporação.

### Dedução da lei dos gases
Imagine uma caixa cúbica de lado {\displaystyle L} contendo {\displaystyle N} moléculas de um gás dentro dela. Considere o gás como ideal (não há interações moleculares) e, num primeiro momento, analise apenas uma molécula desse gás, onde {\displaystyle m} e {\displaystyle {\vec {v}}} são respectivamente a massa e a velocidade da molécula. Essa molécula realiza apenas colisões elásticas com as paredes (a energia do sistema é conservada e a cada colisão apenas uma componente da velocidade é alterada). Nesse caso, a cada colisão, teremos uma variação de momento dado por:
{\displaystyle \Delta \,{\vec {p}}_{x}=-2m{\vec {v}}_{x}\,\!}
A molécula então, choca-se várias vezes com uma certa parede, sendo que {\displaystyle \Delta \,t} é o intervalo de tempo para que a molécula consiga se deslocar até a parede oposta e voltar para a parede em questão, ou seja, percorrer uma distância de {\displaystyle 2L}. Nesse caso, o intervalo de tempo é igual a distância percorrida dividida pela velocidade.
{\displaystyle {\frac {\Delta \,{\vec {p}}_{x}}{\Delta t}}={\frac {2m{\vec {v}}_{x}}{\frac {2L}{{\vec {v}}_{x}}}}={\frac {m({\vec {v}}_{x})^{2}}{L}}}
Da segunda lei de Newton, sabemos que a força é a derivada do momento em relação ao tempo. Nesse caso, a força que é transferida para a parede é igual a soma da contribuição do momento de cada molécula, levando em conta a que elas podem ter velocidades diferentes. Sabemos que a pressão {\displaystyle P} é igual a força {\displaystyle {\vec {F}}} dividida pela área da parede {\displaystyle L^{2}}. Assim usando a equação anterior, temos que o somatório das {\displaystyle N} moléculas será:
{\displaystyle P={\frac {{\vec {F}}_{x}}{L^{2}}}={\frac {\frac {d{\vec {p}}}{dt}}{L^{2}}}={\frac {{\frac {m({\vec {v}}_{x1})^{2}}{L}}+{\frac {m({\vec {v}}_{x2})^{2}}{L}}+\cdots +{\frac {m({\vec {v}}_{xN})^{2}}{L}}}{L^{2}}}={\frac {m}{L^{3}}}\sum _{i=1}^{N}({\vec {v}}_{xi)^{2}}}
Sendo {\displaystyle {N}_{a}} a constante de Avogadro, podemos fazer a substituição {\displaystyle N=n{N}_{a}}. O somatório então pode ser visto como {\displaystyle n{N}_{a}{\vec {v^{2}}}_{xmed}}, onde {\displaystyle {\vec {v^{2}}}_{xmed}} é o valor médio do quadrado da componente x da velocidade de todas as moléculas:
{\displaystyle P={\frac {nm{N}_{a}}{L^{3}}}{\vec {v^{2}}}_{xmed}}
Além disso, {\displaystyle m{N}_{a}} é igual a massa molar {\displaystyle M} do gás e {\displaystyle L^{3}} é igual ao volume do gás.
{\displaystyle P={\frac {nM}{V}}{\vec {v^{2}}}_{xmed}}
Podemos pensar agora, que para qualquer molécula {\displaystyle {\vec {v^{2}}}={v^{2}}_{x}+{v^{2}}_{y}+{v^{2}}_{z}}. Isso é válido pois como possuimos muitas moléculas e elas se movem em direções aleatórias os valores médios dos quadrados das componentes da velocidade são iguais, de modo que :{\displaystyle {\vec {v}}_{x}={\frac {1}{3}}{\vec {v}}} e então:
{\displaystyle P={\frac {nM{\vec {v^{2}}}_{med}}{3V}}}
Substituímos então {\displaystyle {\vec {v^{2}}}_{med}} pela velocidade quadrática média, definida como {\displaystyle {\vec {v}}_{rms}={\sqrt {\frac {3RT}{M}}}}, onde {\displaystyle R} é a constante universal dos gases e {\displaystyle T} é a temperatura.
{\displaystyle P={\frac {nM{\vec {v^{2}}}_{rms}}{3V}}={\frac {nM\left({\sqrt {\frac {3RT}{M}}}\,\right)^{2}}{3V}}}
Isolando {\displaystyle PV} é fácil ver que a lei de um gás ideal é então:
{\displaystyle P\cdot V=n\cdot R\cdot T\,\!}
onde:{\displaystyle P} é a pressão, {\displaystyle V} é o volume, {\displaystyle n} é o número de mols, {\displaystyle R} é a constante universal dos gases perfeitos e {\displaystyle T} a temperatura.

### Transições de fase
As transições de fase dependem diretamente das forças intermoleculares (que são de natureza elétrica).  A módulo da força de atração é o que determina em que fase a amostra se encontra. Na fase gasosa, as moléculas estão muito separadas e com uma energia cinética quadrática média muito alta, logo as forças de atração são fracas. Na fase líquida e sólida, diminuí-se o espaço entre as moléculas, logo tem-se um aumento das interações de atração, o que faz com que as moléculas se movam cada vez menos diminuindo sua energia cinética.
Segundo o teorema da equipartição da energia, a temperatura é proporcional à energia média de cada grau de liberdade, logo aumentando a temperatura (e mantendo a pressão constante), aumentamos a energia cinética da amostra, o que favorece o afastamento das moléculas. Esse aumento nos módulos das velocidades é similar a distribuição de Maxwell, logo conseguimos inferir sobre a evaporação através dessa distribuição.

### Evaporação
Considere uma molécula que está com uma energia cinética maior do que a energia da tensão superficial do líquido ao qual faz parte. Nesse caso, ao chegar próximo a superfície do líquido, ela irá escapar e nesse caso, diminuir a energia cinética média do sistema, ou seja, o sistema irá perder temperatura em decorrência da evaporação. Pela distribuição de Maxwell, temos moléculas com velocidades de zero a infinito independentemente da temperatura do sistema, logo a evaporação sempre existirá. Contudo, se aumentarmos a energia cinética quadrática média, aumentaremos a probabilidade de encontrarmos moléculas com energia suficiente e a direção correta para escapar do líquido.

### Transferência de calor
Um processo similar pode explicar a troca de calor entre dois corpos. Imagine um corpo A quente e um corpo B frio. Colocando as duas superfícies em contato, as moléculas da superfície de A colidirão com as moléculas da superfície de B, transmitindo energia, valendo a recíproca. Como a energia cinética quadrática média em A é maior, é plausível pensarmos que as moléculas de A cederão energia para as moléculas de B, e nesse processo A esfrie enquanto B aquece. O ar é um bom isolante térmico pois sendo um gás contém poucas moléculas em comparação com os outros estados físicos, logo a taxa de transferência de energia é menor (considerando um sistema sem convecção).

## História

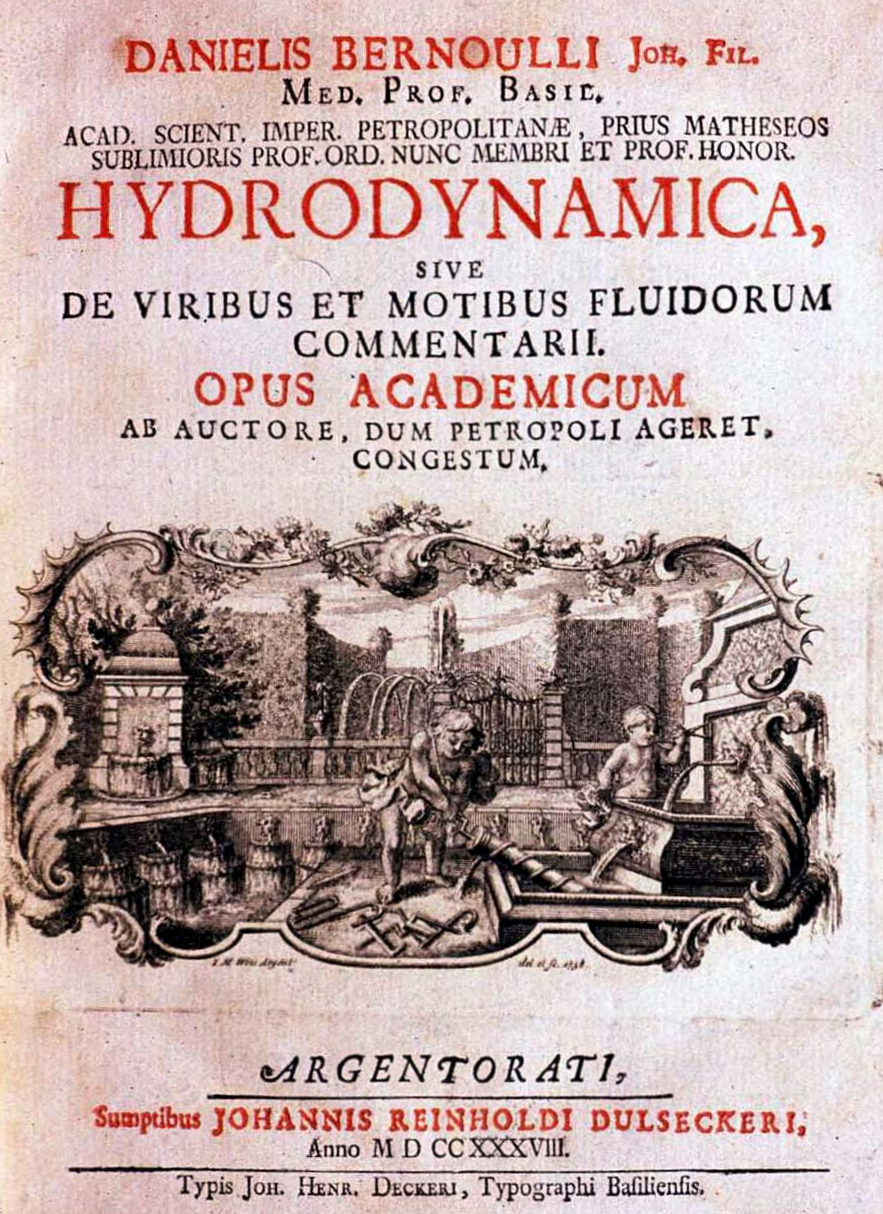
Folha de rosto da edição de 1738 de Hydrodynamica

Em 1738, o físico e matemático holandês Daniel Bernoulli publicou Hydrodynamica que estabeleceu a base da teoria cinética dos gases.  Em seu trabalho, Bernoulli postulou o argumento, ainda utilizado nos dias de hoje, que afirma que a energia cinética das colisões moleculares  dos gases (constituídos de um grande número de moléculas que se movem em todas as direções), é a pressão do gás que sentimos, e o que experimentamos como o calor também é energia cinética do movimento molecular.
Em 1859, depois de ler um artigo sobre difusão das moléculas de Rudolf Clausius, o físico escocês James Clerk Maxwell formulou a distribuição de Maxwell para velocidades moleculares, que mostra a proporção de moléculas com uma certa velocidade em um certo espaço.  Esta foi a primeira utilização da estatística na física.  Cinco anos mais tarde, em 1864, Ludwig Boltzmann, um jovem estudante de Viena, utilizou os artigos de Maxwell como inspiração para desenvolver um tema adicional, durante sua vida.
Assim, os fundamentos da termodinâmica estatística foram estabelecidas no final de 1800 por aqueles que, como Maxwell, Boltzmann, Max Planck , Clausius, e Josiah Willard Gibbs , começaram a aplicar estatística na teoria quântica atômica para corpos de gases ideais.  Predominantemente, no entanto, foram Maxwell e Boltzmann, trabalhando de forma independente, que chegaram a conclusões semelhantes quanto à natureza estatística dos corpos gasosos.  No entanto, deve-se considerar Boltzmann como o "pai" da termodinâmica estatística com sua derivação em 1875 da relação entre entropia S e multiplicidade Ω, apresentando o número de arranjos microscópicos que produzem o mesmo estado macroscópico para um determinado sistema.
Ludwig Boltzmann então publicou em 1896 o artigo Lectures on Gas Theory. contendo mais de 2000 páginas interpretando  termodinâmica estatística e os seguintes fatores H-teorema, teoria do transporte, equilíbrio térmico, e equação de estado dos gases. O termo "termodinâmica estatística" foi proposto para utilização na termodinâmica pelo físico e químico americano J. Willard Gibbs em 1902.  Segundo Gibbs, o termo "estatística", i.e. mecânica estatística, foi usado pela primeira vez pelo físico escocês James Clerk Maxwell em 1871. "Mecânica probabilística" pode parecer um termo mais apropriado, mas hoje em dia, "mecânica estatística" está firmemente enraizada.

## Introdução
O problema essencial na termodinâmica estatística é o de calcular a distribuição de uma dada quantidade de energia E em relação aos N sistemas. Enquanto que seu objetivo se foca em compreender e interpretar as propriedades macroscópicas dos materiais em termos das propriedades das suas partículas constituintes e das interações entre elas.  Isso se dá através da ligação entre funções termodinâmicas e as equações da mecânica quântica. Três quantidades centrais em termodinâmica estatística são o teorema do limite central o fator de Boltzmann e a função de partição.
A definição mais importante de um sistema termodinâmico é a perspectiva da chamada interpretação estatística da entropia, que é definida como:
{\displaystyle S=k_{B}\ln \Omega \!}
onde kB é constante de Boltzmann 1.38066×10−23 J K−1 e Ω é o número de microestados correspondentes à observação do macroestado.
Esta equação só é válida se cada microestado é igualmente acessível (cada microestado tem igual probabilidade de ocorrência).

## Distribuição de Boltzmann
Se um sistema for grande podemos utilizar a distribuição de Boltzmann, que é um resultado aproximado dado por:
{\displaystyle n_{i}\propto \exp \left(-{\frac {U_{i}}{k_{B}T}}\right),\,}
onde ni representa o número de partículas ocupando um estado de energia i ou o número de microestados ocupando o macroestado i; Ui é a energia potencial do estado i; T é a temperatura; e kB é a constante de Boltzmann.
Se N é o número total de partículas ou microestados, a função distribuição densidade de probabilidade segue:
{\displaystyle \rho _{i}\equiv {\frac {n_{i}}{N}}={\frac {\exp \left(-{\frac {U_{i}}{k_{B}T}}\right)}{\sum _{j}\exp \left(-{\frac {U_{j}}{k_{B}T}}\right)}},}
onde o denominador é a soma de todos os níveis.

## Postulado fundamental
O postulado fundamental em termodinâmica estatística é o seguinte:
Dado um sistema isolado em equilíbrio, o sistema tem a mesma probabilidade de estar em qualquer um de seus microestados acessíveis.
Este postulado é um pressuposto fundamental na mecânica estatística - afirma que um sistema em equilíbrio não tem qualquer preferência por qualquer um de seus microestados disponíveis. Dado Ω microestados com um certo nível de energia, a probabilidade de encontrar o sistema micro em particular é p = 1/Ω.
Este postulado é necessário porque permite concluir que, para um sistema em equilíbrio, o estado termodinâmico (macroestado), que pode resultar do maior número de microestados é também o macroestado mais provável do sistema.
O postulado é justificado em partes (para um sistema clássico) pelo Teorema de Liouville (mecânica hamiltoniana)), visto que, se a distribuição dos pontos do sistema através do espaço fásico é uniforme em algum momento, ele permanecerá assim em momentos posteriores.
Isso permite a definição da função de informação (no contexto da teoria da informação):
{\displaystyle I=-\sum _{i}\rho _{i}\ln \rho _{i}=\langle -\ln \rho \rangle .}
Quando todas as probabilidades ρi são iguais, I é máximo, e nós possuímos o mínimo de informações sobre o sistema.   Logo, em um sistema isolado em equilíbrio, a entropia é máxima (entropia pode ser considerada como uma medida da desordem: uma maior desordem, maior desinformação e, portanto, um valor inferior de I.
Esta função de informação é a mesma que a função entropia reduzida em termodinâmica..
Mark Srednicki argumentou que o postulado fundamental pode ser derivado, assumindo apenas que a conjectura de Berry (em homenagem a Michael Berry ) aplica-se ao sistema em questão. A conjectura de Berry é apenas para sistemas caóticos, e quando os autoestados tem sua energia distribuída como uma distribuição normal. Como todos os sistemas realistas tem um punhado de graus de liberdade então estes deverão ser caótico, o que converge para o postulado fundamental.  A conjectura de Berry também tem sido demonstrada na teoria da informação pelo princípio do viés.

## Ensembles canônicos
A formulação moderna desta teoria é baseada na descrição de um sistema físico ter um elenco de comum de estados representando todas as configurações possíveis e as probabilidades de ocorrência de cada uma das configurações.
Cada estado está associado a uma função de partição , por manipulações matemáticas, para que então se extraia os valores termodinâmicos do sistema.  De acordo com a relação do sistema com o resto do universo, são normalmente identificados três tipos de estados, em ordem crescente de complexidade:
- Ensemble microcanônico descreve um estado completamente isolado, que possui uma energia constante, não trocando energia ou partículas com o resto do Universo;
- Ensemble canônico descreve um sistema em equilíbrio térmico que só pode trocar energia como a transferência de calor para o exterior;
- Ensemble grande canônico descreve sistemas abertos que permitem a troca de partículas com o exterior.

| Resumo dos ensembles          | Ensembles                                      | Ensembles                                                               | Ensembles                                                                                     |
| Resumo dos ensembles          | Ensemble microcanônico                         | Ensemble canônico                                                       | Ensemble grande canônico                                                                      |
| ----------------------------- | ---------------------------------------------- | ----------------------------------------------------------------------- | --------------------------------------------------------------------------------------------- |
| Constantes                    | E, N, V                                        | T, N, V                                                                 | T, μ, V                                                                                       |
| Características microscópicas | Número de microestados {\displaystyle \Omega } | Função de partição canônica {\displaystyle Z=\sum _{k}e^{-\beta E_{k}}} | Grande função de partição canônica {\displaystyle \Xi =\sum _{k}e^{-\beta (E_{k}-\mu N_{k})}} |
| Funções macroscópicas         | {\displaystyle S=k_{B}\ln \Omega }             | {\displaystyle F=-k_{B}T\ln Z}                                          | {\displaystyle F-\mu N=-k_{B}T\ln \Xi }                                                       |

## Passeios aleatórios
O estudo de uma cadeia longa polímeros tem sido uma fonte de problemas dentro dos domínios da mecânica estatística desde meados de 1950.  Uma das razões pela qual os cientistas estavam interessados nesse estudo é que as equações que governam o comportamento de uma cadeia de polímeros são independentes da cadeia química. A equação governante acaba por ser um passeio aleatório no espaço.  Com isso, a equação de Schrödinger é em si uma equação de difusão no tempo imaginário, t '= it.

## Termodinâmica clássicaversustermodinâmica estatística
Por exemplo, a partir da termodinâmica clássica, e de um sistema termodinâmico de moléculas de gás, tais como amoníaco NH 3, como determinar a energia livre característica do composto? A termodinâmica clássica não fornece a resposta.  Se, por exemplo, recebemos dados espectroscópicos, das moléculas de gás, tais como comprimento de ligação, ângulo de ligação, possibilidade de rotação e flexibilidade das moléculas de NH 3, devemos ver que a energia livre não poderia ser determinada.  Para provar isso, precisamos fazer uma ponte entre o reino microscópico dos átomos e moléculas e a esfera macroscópica da termodinâmica clássica.  Com a física estatística e a mecânica quântica montamos a ponte, aprendendo a conceber um sistema termodinâmico como um conjunto de unidades.  Mais especificamente, demonstramos como os parâmetros termodinâmicos de um sistema, tais como a temperatura e pressão, são interpretados em termos das propriedades descritivas de seus átomos ou moléculas.
Em um sistema delimitado, a característica fundamental destas unidades microscópicas é que as suas energias são quantizadas .  Isto é,  as energias de qualquer um dos seus componentes sub-microscópicos estão limitadas a um conjunto descontínuo de alternativas associadas com valores inteiros de algum número quântico.

## Grandezas macroscópicas e grandezas microscópicas
Constituem grandezas macroscópicas, observáveis de forma direta:
- volume
- temperatura
- pressão

Constituem grandezas microscópicas:
- Livre caminho médio
- Freqüência de colisões
- Energia média
- Velocidade média quadrática

## Leituras adicionais
- Chandler, David (1987). Introduction to Modern Statistical Mechanics. [S.l.]: Oxford University Press. ISBN 0-19-504277-8. OCLC 13946448
- Huang, Kerson (1990). Statistical Mechanics. [S.l.]: Wiley, John & Sons. ISBN 0-471-81518-7. OCLC 15017884
- Kittel, Charles; Herbert Kroemer (1980). Thermal Physics 2nd ed. San Francisco: W.H. Freeman. ISBN 0-7167-1088-9. OCLC 5171399
- McQuarrie, Donald (2000). Statistical Mechanics (2nd rev. Ed.). [S.l.]: University Science Books. ISBN 1-891389-15-7. OCLC 43370175
- Dill, Ken; Bromberg, Sarina (2003). Molecular Driving Forces. [S.l.]: Garland Science. ISBN 0-8153-2051-5. OCLC 47915710
- Ben-Naim, Arieh (2007). Statistical Thermodynamics Based on Information. [S.l.: s.n.] ISBN 978-981-270-707-9
- Boltzmann, Ludwig; and Dieter Flamm (2000). Entropie und Wahrscheinlichkeit. [S.l.: s.n.] ISBN 978-3-8171-3286-7
- Boltzmann, Ludwig (1896) [1896]. [Lectures on gas theory] (em alemão). New York: Dover. ISBN 0-486-68455-5. OCLC 31434905 translated by Stephen G. Brush (1964) Berkeley: University of California Press; (1995) New York: Dover ISBN 0-486-68455-5
- Gibbs, J. Willard (1981) [1902]. Elementary principles in statistical mechanics. New York. Woodbridge, Connecticut: Ox Bow Press. ISBN 0-918024-20-X
- Landau, Lev Davidovich; Lifshitz, Evgeny Mikhailovich (1980) [1976]. Statistical Physics. Course of Theoretical Physics. 5 3 ed. Oxford: Pergamon Press. ISBN 0-7506-3372-7 Translated by J.B. Sykes and M.J. Kearsley
- McQuarrie, Donald A. (1976). Statistical Mechanics. New York: Harper & Row. ISBN 06-044366-9 Verifique |isbn= (ajuda)
- Reichl, Linda E (1998) [1980]. A modern course in statistical physics. Edward Arnold 2 ed. Chichester: Wiley. ISBN 0-471-59520-9